# Schizothorax richardsonii
Schizothorax richardsonii е вид лъчеперка от семейство Шаранови (Cyprinidae). Видът е уязвим и сериозно застрашен от изчезване.

## Разпространение
Разпространен е в Афганистан, Бутан, Индия (Аруначал Прадеш, Асам, Бихар, Дарджилинг, Джаму и Кашмир, Джаркханд, Манипур, Мегхалая, Нагаланд, Пенджаб, Сиким, Утар Прадеш, Утаракханд, Харяна и Химачал Прадеш), Непал и Пакистан.

## Описание
На дължина достигат до 60 cm.
Популацията на вида е намаляваща.